# Kioa
Kioa é uma ilha em Fiji, próximo da Ilha Vanua Levu, um das duas ilhas principais de Fiji. Situada na oposta da Baía de Buca, Kioa é arroteado por colonos de Tuvalu que se estabeleceram na região entre 1947 e 1983. Em 2005, o governo de Fijiano decidiu conceder cidadania cheia aos insulanos de Kioa e de Rabi. Como uma culminação de uma indagação antiga para a naturalização, uma cerimônia formal foi aberta no dia 15 de dezembro de 2005 premiando 566 certificados de cidadania à residentes das ilhas e os descendentes (alguns de quem moram agora em outro lugar de Fiji) deles que os intitulam a ajuda provinciana e nacional para desenvolvimento rural. A cerimônia foi conduzida através do gabinete do ministro Josefa Vosanibola e Ratu Naiqama Lalabalavu que também são os Tui Cakau ou chefe supremo de Tovata, que inclui as duas ilhas. Lalabalavu chamou os insulanos de Kioa estando orgulhoso da identidade deles  criando e protegendo a cultura do povo. Embora partisse da província de Cakaudrove, a ilha tem um grau de autonomia com seu próprio corpo administrativo, o Conselho da Ilha Kioa, embora o gabinete fijiano escolheu o dia para fundir ele com o Conselho da Ilha Rabi.